# La increíble y triste historia de la cándida Eréndira y de su abuela desalmada
La increíble y triste historia de la cándida Eréndira y de su abuela desalmada es una novela corta o cuento largo escrito por Gabriel García Márquez en 1972 y publicado por primera vez en 1974. 
Es una obra en la que se trata ampliamente el tema de la prostitución de menores en el Caribe Sudamericano. Narra la historia extendida de Eréndira, una joven criada por su abuela desde que murió su padre. Eréndira sirve como empleada doméstica a su abuela para justificar su estadía en la casa al grado extremo de la explotación; su historia se complica aún más cuando incendia la casa de su abuela accidentalmente ya que la abuela decide prostituirla hasta conseguir que pague el valor total de la casa hecha cenizas.
También se puede interpretar como una metáfora de García Márquez entre la explotación de los países menos desarrollados (Eréndira) por parte de países desarrollados (La abuela).
Comienza así su peregrinaje. En uno de tantos pueblos, Eréndira conoce a Ulises, quien se enamora de ella. La busca, le dice que en la noche volverá por ella y la llamará usando el canto de una lechuza. Los dos huyen pero la abuela consigue que la autoridad militar los persiga y atrape. Para que eso no se repita, desde entonces la abuela mantiene encadenada a la cama a Eréndira. Sin embargo, Eréndira logra escapar ya que Ulises asesina a cuchillazos a la abuela y escapa, pero sin él y no lo vuelve a ver y corre y corre...
En la novela cumbre de Gabriel García Márquez, Cien años de soledad, Eréndira y su abuela pasan por Macondo en compañía de Francisco el Hombre y la muchacha tiene un encuentro con el joven Aureliano Buendía.

## Cuentos
La antología reúne los siguientes cuentos:
1) Un señor muy viejo con unas alas enormes
2) El mar del tiempo perdido 
3) El ahogado más hermoso del mundo 
4) Muerte constante más allá del amor 
5) El último viaje del buque fantasma 
6) Blacamán el bueno, vendedor de milagros 
7) La increíble y triste historia de la cándida Eréndira y de su abuela desalmada

## Adaptación cinematográfica
La película mexicana Eréndira, con Claudia Ohana e Irene Papas en los papeles de la joven y su abuela, con Oliver Wehe como Ulises y Michael Lonsdale como el senador, se estrenó en el año de 1983. fue dirigida por Ruy Guerra y producida por Alain Queffelean y la alemana Regina Ziegler.
En la serie "Cien años de Soledad" producida por Netflix muestra esta escena.